# Ylva Johansson
Ylva Julia Margareta Johansson (13 de febrero de 1964) es una política sueca que se desempeña como comisaría europea de Asuntos de Interior desde 2019 en la Comisión Von der Leyen. Anteriormente fue miembro del gobierno de Suecia como Ministra de Escuelas de 1994 a 1998, como Ministra de Bienestar y Atención Sanitaria para Ancianos de 2004 a 2006, y como Ministra de Empleo de 2014 a 2019. Es miembro del Riksdag sueco desde 2006.

## Educación y carrera temprana
Johansson estudió en la Universidad de Lund y el Instituto de Educación de Estocolmo 1983-88 y 1991-92 y tiene una Maestría en Ciencias en Educación. Al graduarse, trabajó como profesora de matemáticas, física y química.

## Carrera política
En las elecciones generales de 1988, Johansson fue elegida miembro del Riksdag por el Partido de la Izquierda (VPK). Más tarde abandonó el partido y se unió a los socialdemócratas.
De 1992 a 1994, Johansson trabajó como maestra, hasta que el primer ministro Ingvar Carlsson la nombró Ministra de Escuelas en su gobierno. En 1998, ella y el entonces ministro de Finanzas Erik Åsbrink anunciaron su deseo de "confirmar públicamente que estamos enamorados" y su intención de separarse de sus respectivas parejas. Poco después, Johansson dejó el gobierno. Los años siguientes, trabajó en el sector privado.
En 2004, el primer ministro Göran Persson nombró a Johansson para el gobierno en un nuevo puesto, como ministra de Salud y Cuidado de Ancianos, sucediendo a Lars Engqvist.

### Ministra de Empleo
Desde 2014, Johansson se desempeñó como ministra de Empleo en el primer gobierno de Stefan Löfven. Durante el tiempo en el cargo, trabajó para endurecer las leyes de inmigración laboral.
En el congreso del partido socialdemócrata de 2013, se estableció el objetivo de que Suecia tuviera la tasa de desempleo más baja de la Unión Europea. Mientras los socialdemócratas y el Partido Verde estaban en el poder, el desempleo disminuyó más en otros países de la UE que en Suecia y para 2019, el lugar de Suecia en el ranking de desempleo cayó al 18 con una tasa de desempleo del 6.2%, donde el primer lugar lo ocupó la República Checa. al 1,7%.

### Miembro de la Comisión Europea
Tras las elecciones europeas de 2019, Löfven nominó a Johansson como candidata de Suecia para el puesto de comisaría europea.
Durante una sesión de preguntas y respuestas en octubre de 2019 en el Parlamento Europeo, se le preguntó a Johansson si la política sueca sobre delitos de pandillas y migración se exportaría a la UE. Johansson respondió que estaba "orgullosa de que Suecia recibiera a tantos refugiados".
A principios de marzo de 2020, Johansson fue designada por la presidenta Ursula von der Leyen para formar parte de un grupo de trabajo especial para coordinar la respuesta de la Unión Europea a la pandemia de COVID-19.

## Posiciones políticas
Johansson ha sido descrita como el "ala izquierda de los socialdemócratas".
En marzo de 2017, Johansson apareció en la BBC, donde afirmó que el número de casos de violaciones y acoso sexual denunciados en Suecia "está bajando y bajando y bajando". Posteriormente, Johansson se disculpó y admitió que, aunque el número de denuncias de violaciones disminuyó en 2015, aumentó en 2016.
En un debate de la UE en septiembre de 2020 sobre el nuevo pacto migratorio, dijo que "tenemos mucha migración a la Unión Europea, y la necesitamos" debido al envejecimiento de Europa, al tiempo que señaló que "aquellos que no son elegibles para quedarse, tienen que irse, no todo el que tiene derecho a solicitar asilo tiene derecho a permanecer en la Unión Europea".

## Vida personal
Johansson tiene dos hijos con su exmarido Bo Hammar y un hijo con Erik Åsbrink. Es miembro honoraria del club de fútbol Hammarby.